# Seznam mistrů Evropy v orientačním běhu – štafety
Seznam mistrů Evropy v orientačním běhu ve štafetovém závodě seřazen podle data od roku 1962. Štafety se běhají v mužské kategorii od počátku jako 4členné a od roku 2000 již jen jako 3členné. V kategorii žen se běhají od počátku ve 3členném složení.

## Muži
| Rok     | Zlato                                                              | Stříbro                                                               | Bronz                                                                 | Parametry             |
| ------- | ------------------------------------------------------------------ | --------------------------------------------------------------------- | --------------------------------------------------------------------- | --------------------- |
| ME 1962 | Finsko Aimo Tepsell Esko Vainio Rolf Koskinen Erkki Kohvakka       | Švédsko Bertil Norman Per-Olof Skogum Sven Gustafsson Halvard Nilsson | Norsko Per Kristiansen Ola Skarholt Knut Berglia Magne Lystad         | individuální pro úsek |
| ME 1964 | Finsko Juhani Salmenkylä Rolf Koskinen Aimo Tepsell Erkki Kohvakka | Norsko Ola Skarholt Per Kristiansen Magne Lystad Stig Berge           | Švédsko Sven-Olof Åsberg Sven Gustavsson Bertil Norman Pontus Carlson |                       |
| ME 2000 | Švýcarsko Mattias Niggli Chrstoph Platner Thomas Bührer            | Česko Vladimír Lučan Michal Jedlička Rudolf Ropek                     | Švédsko 2 Fredrik Löwegren Thomas Asp Jörgen Olsson                   |                       |
| ME 2002 | Finsko Jani Lakanen Pasi Ikonen Mats Haldin                        | Švédsko 2 Johan Näsman Fredrik Löwegren Emil Wingstedt                | Dánsko Mikkel Lund René Rokkjær Carsten Jørgensen                     |                       |
| ME 2004 | Finsko Jarkko Huovila Pasi Ikonen Mats Haldin                      | Dánsko Chris Terkelsen René Rokkjær Carsten Jørgensen                 | Švédsko Kalle Dalin Johan Modig Emil Wingstedt                        |                       |
| ME 2006 | Švédsko Niclas Jonasson Peter Öberg David Andersson                | Francie Francois Gonon Damien Renard Thierry Gueorgiou                | Norsko 2 Lars Skjeset Carl Waaler Kaas Øystein Kvaal Østerbø          |                       |
| ME 2008 | Rusko Dmitry Tsvetkov Andrey Khramov Valentin Novikov              | Švýcarsko Baptiste Rollier Matthias Merz Daniel Hubmann               | Finsko Jarkko Huovila Pasi Ikonen Mats Haldin                         |                       |
| ME 2010 | Švýcarsko Matthias Müller Fabian Hertner Matthias Merz             | Francie Frédéric Tranchand Philippe Adamski Thierry Gueorgiou         | Norsko Holger Hott Carl Waaler Kaas Olav Lundanes                     |                       |

## Ženy
| Rok     | Zlato                                                            | Stříbro                                                       | Bronz                                                           | Parametry             |
| ------- | ---------------------------------------------------------------- | ------------------------------------------------------------- | --------------------------------------------------------------- | --------------------- |
| ME 1962 | Švédsko Siri Lundkvist Emy Gauffin Ulla Lindkvist                | Norsko Lillis Kielland Babben Enger Marit Økern               | Švýcarsko Margrit Thommen Sonja Ballestad Käthi von Salis       | individuální pro úsek |
| ME 1964 | Švédsko Ann-Marie Wallsten Eivor Steen-Olsson Ulla Lindkvist     | Švýcarsko Käthi von Salis Marlies Saxer Margrit Thommen       | Dánsko Ellen Berg Bodil Jakobsen Karin Agesen                   |                       |
| ME 2000 | Norsko Elisabeth Ingvaldsen Birgitte Husebye Hanne Staff         | Švédsko Katarina Allberg Maria Sandström Jenny Johansson      | Velká Británie Jenny James Yvette Baker Heather Monro           |                       |
| ME 2002 | Norsko Elisabeth Ingvaldsen Birgitte Husebye Hanne Staff         | Švýcarsko Brigitte Wolf Vroni König-Salmi Simone Niggli-Luder | Litva Giedre Voveriene Vilma Rudzenskaite Ieva Sargautyte       |                       |
| ME 2004 | Švédsko Karolina Arewång-Höjsgaard Jenny Johansson Gunilla Svärd | Norsko Marianne Andersen Elisabeth Ingvaldsen Hanne Staff     | Rusko Natalia Korzhova Olga Belozerova Tatiana Ryabkina         |                       |
| ME 2006 | Finsko Paula Haapakoski Heli Jukkola Minna Kauppi                | Švýcarsko Lea Müller Vroni König-Salmi Simone Niggli          | Švédsko Emma Engstrand Kajsa Nilsson Karolina Arewång-Höjsgaard |                       |
| ME 2008 | Švédsko Lina Persson Emma Engstrand Helena Jansson               | Rusko Natalia Korzhova Julia Novikovová Tatiana Ryabkina      | Finsko Katri Lindeqvist Merja Rantanen Minna Kauppi             |                       |
| ME 2010 | Švédsko Karolina A.Höjsgaard Lena Eliasson Helena Jansson        | Finsko Merja Rantanen Anni-Maija Fincke Minna Kauppi          | Švýcarsko Vroni Koenig-Salmi Caroline Cejka Simone Niggli       |                       |